# Mandevilla undulata
Mandevilla undulata är en oleanderväxtart som först beskrevs av C.Ezcurra, och fick sitt nu gällande namn av A.O.Simões. Mandevilla undulata ingår i släktet Mandevilla och familjen oleanderväxter. Inga underarter finns listade i Catalogue of Life.